# John W. Shoptaw
John W. Shoptaw (ur. 28 marca 1889 w Worthinghton, zm. 23 września 1923 w Brukseli) – amerykański pilot balonowy.

## Życiorys
W 1907 roku powołany do Signals Corps. Po ukończeniu szkoły pilotów balonowych w Forcie Omaha awansowany na podporucznika. Razem z porucznikiem Olmstedem wygrał 1923 roku wygrał krajowe eliminacje do zawodów o Puchar Gordona Bennetta.Podczas XII zawodów, które rozpoczęły się 23 września w Brukseli zginął po uderzeniu piorunem. Był żonaty, miał dwoje dzieci. W październiku 1923 roku jego ciało zostało przewiezione do USA na statku U.S.S. Sapelo Thursday. Został pochowany na Fort Leavenworth National Cemetery.